# Wilhelm Giesecke
Wilhelm Giesecke (geboren am 2. April 1854 in Altona; gestorben am 15. Oktober 1917 in Barmen) war ein deutscher Bildhauer, Medailleur und Maler.

## Leben
Giesecke machte eine 7-jährige Ausbildung zum Bildhauer, besuchte von 1875 bis 1878 die Kunstgewerbeschule in Nürnberg und von 1880 bis 1885 die Akademie der Bildenden Künste in München als Schüler des Bildhauers Max von Widnmann sowie des Malers Ludwig von Löfftz. Zwischenzeitlich arbeitete er 1880–1881 unter dem Hofbildhauer Philipp Perron an den Schlössern Herrenchiemsee und Linderhof des bayerischen Königs Ludwig II. 1893 wurde er Lehrer an der Kunstgewerbeschule Hamburg, ging jedoch bereits 1895 an die Barmer Kunstgewerbeschule, wo er bis zu seinem Tode lehrte. Er war einer der drei Überlebenden von zwölf Opfern der Brandkatastrophe vom 18. Februar 1881, der sogenannten Eskimotragödie in München.

## Werke
In Hamburg bzw. Altona:

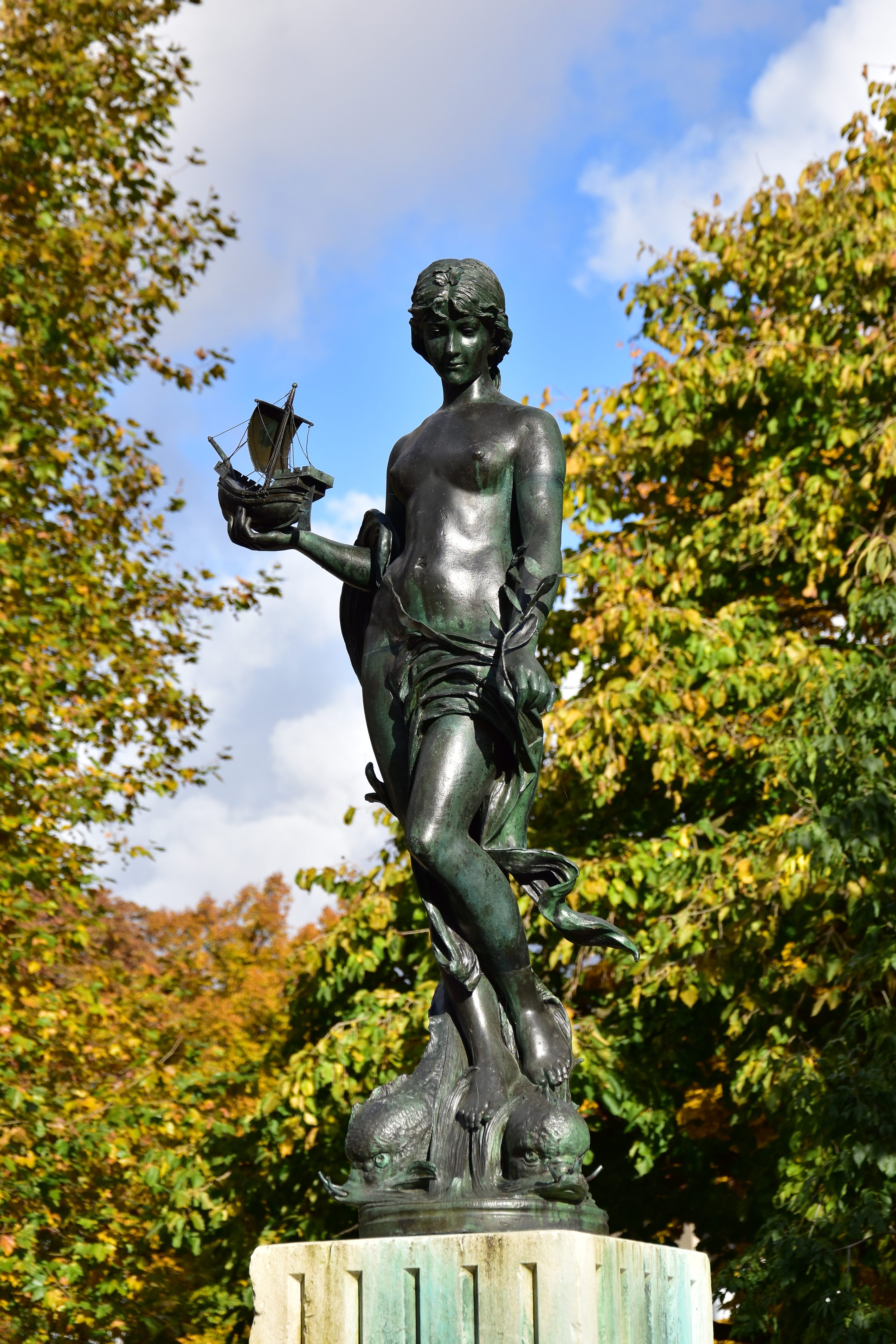
Okeanide des Behn-Brunnens

- Behn-Brunnen (bronzene Statue), Altona
- Gedenkstein für den Kaufmann Peter Theodor Zeise, Altona
- Standbild Ditmar Koels an der Kersten-Miles-Brücke, Hamburg
- Bronzestandbild Heinrichs III. am Hamburger Rathaus

In Barmen:
- Denkmal für Otto Schüller in den Barmer Anlagen
- Denkmal für Heinrich Eisenlohr auf der Kaiser-Friedrich-Höhe, Unterbarmen
- Figurenfriese an der Barmer Ruhmeshalle
- Grabdenkmal für den Oberbürgermeister Friedrich Wilhelm Wegner

In Magdeburg:
- Relief mit einer Darstellung der Göttin Athene als Beschützerin der Technik an der Baugewerkschule Magdeburg, nicht erhalten.